# Мнгомени, Табо
Табо Мнгомени (англ. Thabo Mngomeni, 24 июня 1969) — южноафриканский футболист, выступавший на позиции полузащитника за сборную ЮАР и ряд южноафриканских клубов.

## Клубная карьера
Табо Мнгомени начинал свою карьеру футболиста в южноафриканском клубе «Кейптаун Спёрс». В 1994 году он перешёл в команду «Умтата Буш Бакс» из города Умтата, а в 1998 году — в «Орландо Пайретс», с которым в 2001 году впервые стал чемпионом ЮАР. Заканчивал свою игровую карьеру Табо Мнгомени в 2002 году в клубе «Хелленик» из Кейптауна. 

## Карьера в сборной
3 октября 1998 года, в возрасте 29 лет, Табо Мнгомени дебютировал за сборную ЮАР, выйдя на замену в домашнем матче отборочного турнира Кубка африканских наций 2000 против команды Анголы. 5 июня 1999 года он забил свой первый гол за ЮАР, отметившись в домашней игре с Маврикием в рамках того же турнира. 
На Кубке африканских наций 2000 в Гане и Нигерии Табо Мнгомени провёл два матча: группового этапа с Алжиром и полуфинала с Нигерией.
На следующем Кубке африканских наций 2002 в Мали он провёл все четыре матча своей команды на турнире: группового этапа с Буркина-Фасо, Ганой, Марокко и четвертьфинала с Мали. В поединке с марокканцами он забил гол. Табо Мнгомени был включён в состав сборной ЮАР на чемпионат мира по футболу 2002 года в Японии и Южной Корее, но на поле в рамках первенства так и не вышел. 

## Достижения
"Орландо Пайретс"
- Чемпион ЮАР: 2000/01